# Leppäsaari (ö i Norra Savolax, Kuopio, lat 63,13, long 27,42)
Leppäsaari är en ö i Finland. Den ligger i sjön Lapinjärvi och i kommunen Kuopio i den ekonomiska regionen  Kuopio ekonomiska region  och landskapet Norra Savolax, i den centrala delen av landet, 400 km norr om huvudstaden Helsingfors. Öns area är 0,2 hektar och dess största längd är 60 meter i öst-västlig riktning.